# Suing the Devil
Pour plus de détails, voir Fiche technique et Distribution.
Suing the Devil est un film de procès chrétien, sorti le 26 août 2011, réalisée par Tim Chey (en), avec Malcolm McDowell et Tom Sizemore.

## Synopsis
Luke O'Brien (Bart Bronson), un vendeur devenu étudiant en droit, décide de poursuivre Satan pour 8 000 milliards de dollars  Dans l'équipe juridique de Satan se trouvent dix des meilleurs avocats plaidants du monde. Le procès est suivi dans le monde entier.

## Fiche technique
- Titre : Suing the Devil
- Réalisation : Tim Chey (en)
- Musique : David Turrell
- Sociétés de production : Mouthwatering Productions
- Pays d'origine :  Australie,  États-Unis
- Genre : Comédie
- Durée : 106 minutes
- Date de sortie : 26 août 2011

## Distribution
- Malcolm McDowell : Satan
- Shannen Fields : Gwen O'Brien
- Corbin Bernsen : Barry Polk
- Tom Sizemore : Tony 'The Hip' Anzaldo
- Rebecca St. James : Jasmine Williams

## Production
Le tournage a eu lieu à Burbank, Los Angeles et Sydney.